# Кирибатийско-турецкие отношения
Кирибатийско-турецкие отношения — двусторонние дипломатические отношения между Кирибати и Турцией. Посол Турции в Канберре, Австралия, аккредитован в Кирибати.

## Дипломатические отношения
Дипломатические отношения между двумя странами были установлены в 2008 году.
Курайти Бениато, тогдашний министр иностранных дел и иммиграции Кирибати, принял участие во встрече министров иностранных дел Турции и тихоокеанских островов, состоявшейся 9—11 апреля 2008 года в Стамбуле.
Президент Кирибати Аноте Тонг, в то время президент и министр иностранных дел и иммиграции Кирибати, принял участие во встрече министров иностранных дел Турции и малых островных развивающихся государств Тихого океана, которая проходила 7—8 июня 2014 года в Стамбуле.
Турция признает важность огромной исключительной экономической зоны Кирибати и особенно острова Рождества, который является самым большим атоллом в мире. Однажды Турция выразила обеспокоенность, когда австралийская команда, расследующая влияние Китая, была помещена под домашний арест перед высылкой из страны.
Министр финансов и экономического развития Кирибати Теуеа Тоату принял участие во Всемирном саммите по гуманитарным вопросам, который проходил в Стамбуле 23—24 мая 2016 года.

## Экономические отношения
- В 2019 году объём торговли между двумя странами был незначительным[1].
- Кирибати получает значительную помощь в целях развития, составляющую почти 25 % ВВП Кирибати, от Турции, Европейского Союза, Австралии, Новой Зеландии и других стран[3].